# Рецос, Панайотис
Панайо́тис Ре́цос (греч. Παναγιώτης Ρέτσος; род. 9 августа 1998, Йоханнесбург) — греческий футболист, защитник клуба «Олимпиакос» и сборной Греции.

## Клубная карьера
Рецос является воспитанником «Олимпиакоса». Тренироваться с главной командой начал ещё в сезоне 2015/16. В сезоне 2016/17 стал её полноправным игроком. 11 сентября 2016 года Рецос дебютировал в греческом чемпионате в матче против «Верии», выйдя на замену на 59-й минуте вместо Мануэла да Кошты.
31 августа 2017 года Рецос перешёл в немецкий клуб «Байер 04», подписав контракт до 2022 года. Сумма трансфера составила 17,5 млн евро.

## Карьера в сборной
Игрок юношеских сборных Греции различных возрастов. Участник чемпионата Европы 2015 года среди юношей до 17 лет. Провёл на турнире все три встречи, вместе с командой занял третье место в группе и не пробился в плей-офф.

## Достижения
«Олимпиакос»
- Чемпион Греции: 2016/17
- Победитель Лиги Конференций: 2023/24